# Лоренсо Фаргас
Лоренсо Фаргас (ісп. Lorenzo Fargas; нар. 19 жовтня 1957) — колишній іспанський тенісист.
Найвищу одиночну позицію світового рейтингу — 201 місце досяг 25 червня 1984, парну — 132 місце — 2 січня 1984 року.

## Титули на челленджерах

### Парний розряд: (1)
| Рік  | Турнір        | Покриття | Партнер       | Суперники              | Рахунок       |
| ---- | ------------- | -------- | ------------- | ---------------------- | ------------- |
| 1983 | Віго, Іспанія | Ґрунт    | Габрієль Урпі | Іван Камус Рауль Вівер | 6–4, 4–6, 6–2 |